# میشل کری
میشل کری (انگلیسی: Michele Carey; ۲۶ فوریهٔ ۱۹۴۳ – ۲۱ نوامبر ۲۰۱۸) هنرپیشه اهل ایالات متحده آمریکا بود. وی بین سال‌های ۱۹۶۶ تا ۱۹۸۷ میلادی فعالیت می‌کرد.
از فیلم‌ها یا برنامه‌های تلویزیونی که وی در آن نقش داشته‌است می‌توان به ال دورادو و سواری شیرین اشاره کرد.